# 마크 홉킨스 (교육자)

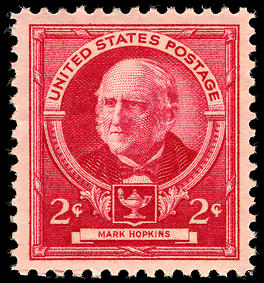
마크 홉킨스를 기리는 1940년 미국 우표

마크 홉킨스(Mark Hopkins, 1802년 2월 4일 – 1887년 6월 17일)는 미국의 교육자이자 회중교회 신학자로, 1836년부터 1872년까지 윌리엄스 칼리지의 총장을 지냈다. 홉킨스의 제자였던 제임스 A. 가필드 대통령에게 널리 귀속되는 경구에 따르면, 이상적인 대학은 "한쪽 끝에 마크 홉킨스, 다른 한쪽 끝에 학생이 있는 통나무"였다.

## 삶과 경력
신학자 새뮤얼 홉킨스의 조카손자인 마크 홉킨스는 스톡브리지에서 태어났다. 그는 1824년 윌리엄스 칼리지를 졸업했는데, 그곳에서 1825년부터 1827년까지 튜터로 일했으며, 1830년에는 피츠필드의 Berkshire Medical College를 전년도에 졸업한 후 도덕 철학 및 수사학 교수가 되었다. 1833년에는 회중교회에서 설교할 수 있는 면허를 받았다. 그는 1836년부터 1872년까지 윌리엄스 칼리지의 총장을 지냈다. 그는 옛 시대의 대학 총장들 중 가장 유능하고 성공적인 인물 중 한 명이었다. 그는 1832년 메리 허벨과 결혼하여 열 명의 자녀를 두었다.
그의 기독교 증거(Evidences of Christianity, 1846년) 강의집은 1844년 1월 로웰 연구소에서 연속 강의로 진행되었다. 이 책은 1909년까지 여러 판으로 재인쇄되면서 미국 기독교 변증학의 인기 있는 교과서가 되었다. 홉킨스는 법률 교육을 받지는 않았지만 평생 법률에 관심을 가졌고, 그의 기독교 증거 논증의 여러 측면은 예수 그리스도의 생애에서 일어난 사건에 대한 목격자 증언의 진실성에 대한 법적 은유와 언어를 반영한다. 그러나 그의 변증 논증 대부분은 윌리엄 페일리와 토마스 하트웰 혼과 같은 초기 변증가들이 이전에 제시했던 견해를 재진술한 것이었다.

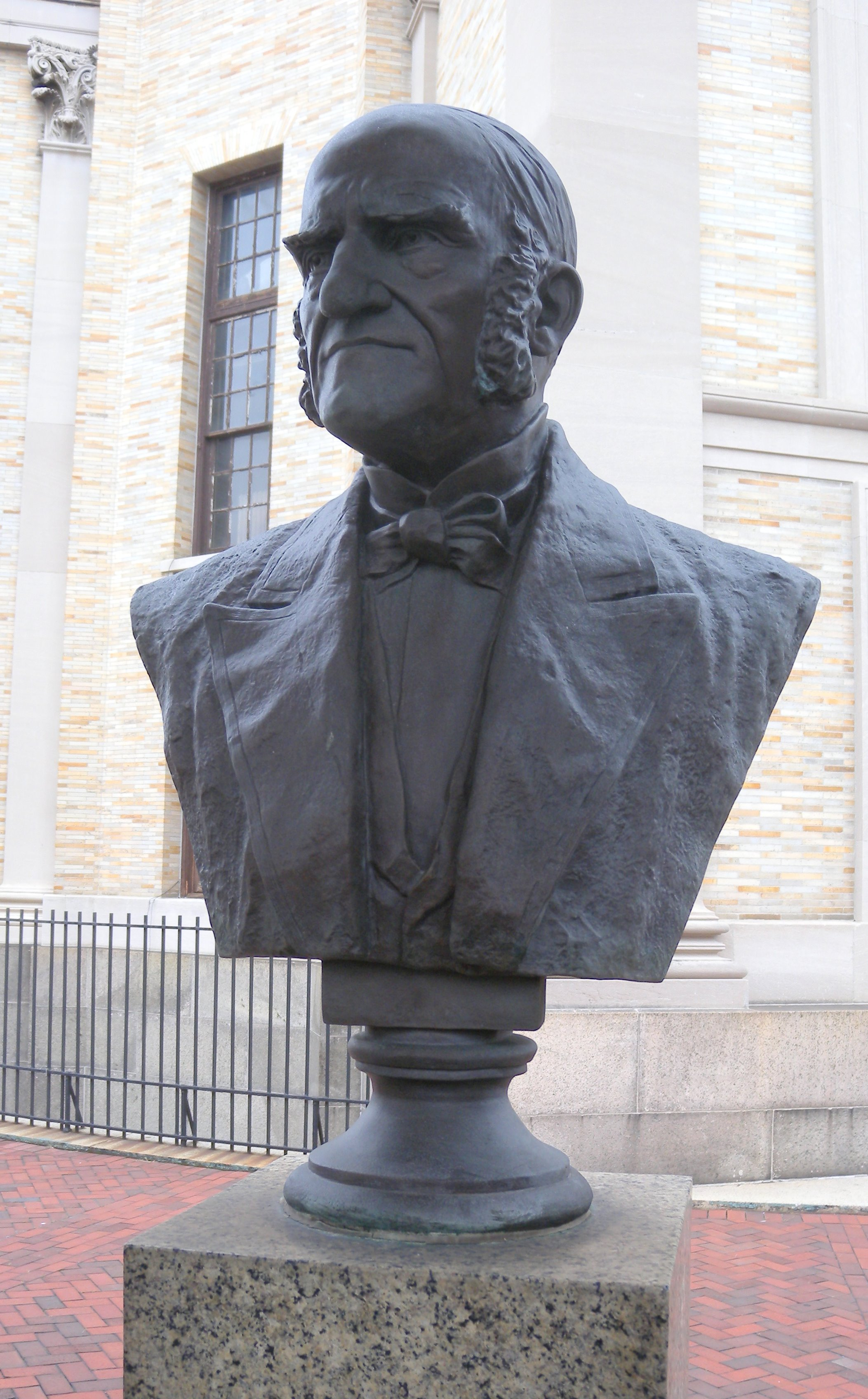
Hall of Fame for Great Americans에 있는

그의 다른 저작물 중 주요 작품으로는 도덕 과학 강의(Lectures on Moral Science, 1862년), 사랑의 법과 법으로서의 사랑(The Law of Love and Love as a Law, 1869년), 인간에 대한 개요 연구(An Outline Study of Man, 1873년), 인간에 대한 성경적 개념(The Scriptural Idea of Man, 1883년), 가르침과 조언(Teachings and Counsels, 1884년) 등이 있다. 홉킨스는 평생 기독교 선교에 관심을 가졌으며, 1857년부터 사망할 때까지 미국 회중교회, 장로교, 기타 개혁주의 개신교 교회의 해외 선교 기관인 American Board of Commissioners for Foreign Missions의 회장이었다. 그는 1887년 6월 17일 윌리엄스타운에서 사망했다.

## 평판
제임스 A. 가필드 대통령은 1850년대에 윌리엄스 칼리지에 다녔다. 1871년 윌리엄스 동문 만찬에서 가필드는 홉킨스에게 경의를 표하며, 이상적인 대학은 통나무집에서 홉킨스와 학생이 함께 있는 것이라고 정의했다. 이 경구는 존 제임스 잉걸스가 다시 이야기하면서 통나무집 대신 통나무가 사용된 더 간결한 형태로 널리 알려졌다. 나중에 대학 역사가 Frederick Rudolph는 "통나무와 마크 홉킨스라는 경구에 어떤 식으로든 경의를 표하지 않고서는 미국의 고등 교육 문제에 대해 제대로 논할 수 없다"고 평가했다.
1903년 에세이 "The Talented Tenth"에서 W. E. B. 듀보이스는 다음과 같이 말했다. "한때 미국인들은 한쪽 끝에 소년이, 다른 한쪽 끝에 마크 홉킨스가 있는 통나무가 인간 교육의 가장 높은 이상을 나타낸다고 꽤 독실하게 믿었다. 그러나 이 열렬한 시대에는 우리가 그 모든 것을 바꾸고 이 장비에 제재소 두어 개와 망치 하나를 추가하는 것이 필요하다고 생각하며, 필요하다면 마크 홉킨스의 서비스 없이도 지낼 수 있다고 생각하는 것 같다. 나는 흑인에게 일하고, 꾸준하고 능숙하게 일하도록 가르치는 것이 무엇보다 필요하다는 것을 부인하지 않으며, 잠시라도 부인하는 것처럼 보이지 않을 것이다. 또한 산업 학교가 이러한 목적을 달성하는 데 중요한 역할을 한다는 것을 조금도 경시하는 것처럼 보이지 않을 것이다. 그러나 나는 성공에 대한 비전으로 취한 산업주의가 광범위하게 교양을 갖춘 남녀를 양성하여 교사를 가르치고, 공립 학교의 교사를 가르치는 것을 제공하지 않고는 자신의 일을 이룰 수 있다고 상상하는 것은 잘못이라고 말하고 주장한다."
1915년 홉킨스는 American Hall of Fame에 선출되었다.
1964년 Walter F. Hendricks는 그를 기리기 위해 버몬트에 마크 홉킨스 칼리지를 설립했다. 이 학교는 1978년에 문을 닫았다.

## 가족
그의 아들인 헨리 홉킨스(1837년–1908년) 또한 윌리엄스 칼리지의 총장이었다. 마크 홉킨스의 형제인 앨버트 홉킨스(1807년–1872년)는 윌리엄스 칼리지에서 오랫동안 그와 함께 일했는데, 그는 1826년에 졸업하여 연달아 튜터(1827년–1829년), 수학 및 자연 철학 교수(1829년–1838년), 자연 철학 및 천문학 교수(1838년–1868년), 천문학 교수(1868년–1872년)를 역임했다. 1835년 그는 조긴스로 자연사 탐사를 조직하고 수행했는데, 이는 미국 대학에서 처음으로 파견된 탐사로 알려져 있으며, 1837년에는 그의 제안과 지휘 아래 윌리엄스 칼리지에 천문대가 건설되었는데, 이는 미국 대학에서 교육 목적으로만 건설된 최초의 천문대로 알려져 있다.

## 저작
안마사(An address, delivered in South Hadley, Mass., July 30, 1840, at the third anniversary of the Mount Holyoke Female Seminary), 노스햄프턴: J. 메트카프 인쇄, 1840.
- 기독교 증거에 대한 강의 (로웰 연구소, 1844년 1월), 보스턴: T.R. 마빈 출판, 1846.
  - 개정판은 기독교 증거(Evidence of Christianity)로 출판되었다. 로웰 연구소에서 강의한 내용을 교과서로 개정하고, 비판 학파에 대한 일부 공격, 최근 발견된 필사본의 확증적 증거, 예수의 재판 증언 등을 고려한 보충 챕터를 추가, 보스턴: T.R. 마빈 & 선, 1887.
- 잡다한 에세이 및 담화 (Miscellaneous essays and discourses), 보스턴: T.R. 마빈, 1847
- 아모스 로렌스를 기념하는 강론 (학생들의 요청으로 윌리엄스 칼리지 예배당에서 1853년 2월 21일 발표), 보스턴: T.R. 마빈 인쇄소, 1853.
- 도덕 과학 강의 (Lectures on moral science), 보스턴: 굴드 앤 링컨; 뉴욕: 셸던 & 코., 1862.
- 사랑의 법과 법으로서의 사랑, 또는 도덕 과학, 이론과 실제 (The law of love, and love as a law, or, Moral science, theoretical and practical), 뉴욕: C. 스크리브너, 1869.
  - 1870년부터 사랑의 법과 법으로서의 사랑; 또는 기독교 윤리학(The law of love and love as a law; or, Christian ethics)으로 출판되었다.
- 인간에 대한 개요 연구, 또는 설명 도표가 있는 하나의 시스템 내의 몸과 마음, 그리고 칠판 교육 방법 (An outline study of man, or, The body and mind in one system with illustrative diagrams, and a method for blackboard teaching), 뉴욕: 찰스 스크리브너, 1873
- 힘과 아름다움: 젊은 남성들을 위한 토론 (Strength and beauty : discussions for young men), 뉴욕: 도드 & 미드, 1874.
- 인간에 대한 성경적 개념; 프린스턴 신학 학생들을 위한 L.P. 스톤 재단 강의 6회 (The Scriptural idea of man; six lectures given before the theological students at Princeton on the L.P. Stone Foundation), 뉴욕: C. 스크리브너스 선즈, 1883.
- 가르침과 조언, 20편의 졸업 예배 설교; 가필드 대통령에 대한 강론 포함 (Teachings and counsels, twenty baccalaureate sermons; with a discourse on President Garfield), 뉴욕: C. 스크리브너스 선즈, 1884.

## 같이 보기
- 기독교 변증학

## 더 읽어보기
- Buckham, John Wright. "The New England Theologians," The American Journal of Theology, vol. 24, no. 1 (January 1920), pp. 19–29.

- Denison, J. H. Mark Hopkins: A Biography (1935), popular history.

- Lippy, C. H.  "Mark Hopkins," in Dictionary of Christianity in America, edited by Daniel G. Reid, Robert D. Linder, Bruce L. Shelley & Harry S. Stout, (Downers Grove: InterVarsity Press,1990), p. 553. ISBN 0-8308-1776-X

- Rudolph, Frederick. Mark Hopkins and the Log: Williams College, 1836–1872 (1956), a major scholarly history.

- Salisbury, Elon Galusha. In the Days of Mark Hopkins: Story of Williams College (Salisbury Press, 1927) online.

- "Mark Hopkins," in American Authors 1600 – 1900: A Biographical Dictionary of American Literature, edited by Stanley J. Kunitz and Howard Haycraft, (New York: H. W. Wilson Company, 1964), pp. 383–384.
- Entry on Hopkins in Philip Johnson, "Juridical Apologists 1600 - 2000 AD: A Bio-Bibliographical Essay", Global Journal of Classical Theology, Vol. 3, no. 1 (March 2002).